# Гурбанов, Джавид Ганбар оглы
Джавид Ганбар оглы Гурбанов (азерб. Cavid Qənbər oğlu Qurbanov; род. 19 сентября 1958, Кельбаджарский район, Азербайджанская ССР) — азербайджанский политический и государственный деятель, инженер. Председатель АО «Азербайджанские железные дороги» (2015—2022). Депутат Национального Собрания Азербайджана III, IV, V созывов.
Заместитель министра цифрового развития и транспорта Азербайджана (c 2022).

## Биография
Родился 19 сентября 1958 года в селе Агдабан Кельбаджарского района. Окончил Азербайджанский университет архитектуры и строительства, факультет строительства и дорожного оборудования по специальности «инженер-механик».
Окончил также Университет Тефеккюр, факультет железнодорожного строительства.
Доктор технических наук. Почётный железнодорожник.
С 1980 года работал путепрокладчиком проектного института «Azərdövlət». С 1982 года являлся главным механиком, заместителем начальника автобазы строительного треста «Azərnəqliyyat». С 1987 года являлся директором автотранспортной конторы №4 треста «Elektromexanikləşdirmə». С 1992 года являлся главным директором специализированного производственного объединения автомобильного транспорта.
С 20 мая 1993 года по 15 ноября 1994 года являлся президентом государственной компании «Azəravtoyol». Являлся главным директором объединения «Avtoərzaqnəqliyyat».
С 1995 года являлся начальником отдела Бакинского подразделения ЗАО «Азербайджанские железные дороги», начальником производственного объединения «Azərdəmiryoltikintiservis»
С 1997 года являлся начальником производственного объединения «Azərdəmiryolservis», заместителем начальника ЗАО «Азербайджанские железные дороги»
С 2003 года являлся начальником департамента «Yolnəqliyyatservis» Министерства транспорта Азербайджана.
С 26 февраля 2007 года по 9 февраля 2015 года являлся председателем ОАО «Azəryolservis» Министерства транспорта Азербайджана.
Председатель АО «Азербайджанские железные дороги» (9 февраля 2015 — 24 мая 2022).
Являлся депутатом Национального Собрания Азербайджана III, IV, V созывов (2005—2020).
Являлся членом постоянной комиссии по природным ресурсам, энергетике и экологии парламента Азербайджана III созыва.
Являлся членом комитета по экономической политике, промышленности и предпринимательству парламента Азербайджана IV и V созывов.
Являлся членом межпарламентских групп Азербайджан — Чехия, Азербайджан — Египет, Азербайджан — Словакия (с 2005 по 2010 год). С 2005 по 2020 год являлся председателем межпарламентской группы Азербайджан — Австрия.
Член партии «Новый Азербайджан».
Заместитель министра цифрового развития и транспорта Азербайджана (с 24 мая 2022 года).
Президент Федерации волейбола Азербайджана (12 октября 2016 — 11 апреля 2023).
Президент Федерации атлетики Азербайджана (с 1 апреля 2023 года).
Автор нескольких научных публикаций.

## Награды
- Орден «Слава» (18 сентября 2018 года)
- Заслуженный инженер Азербайджана (13 ноября 2017 года)
- Орден Достык ІІ степени (9 декабря 2016 года, Казахстан)[8]
- Юбилейная памятная медаль в честь 15-летия создания ОАО «Российские железные дороги» (2018 год)[9]